# Чемпіонат світу з велоперегонів на шосе

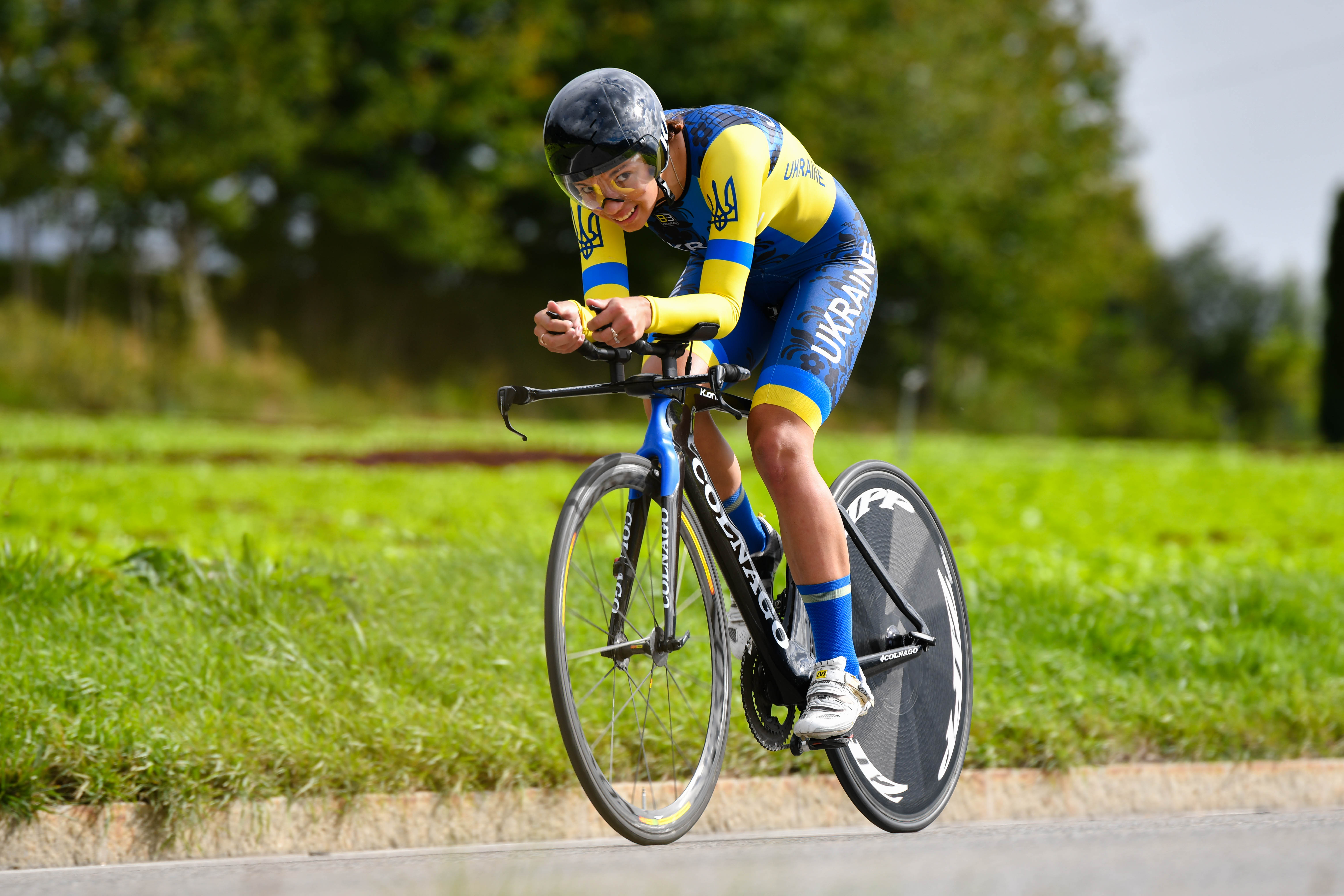
Українка Тетяна Ященко на UCI Road World Championships Innsbruck Women Juniors ITT

Райдужна майка чемпіона світу з велоперегонів на шосе

Чемпіонат світу з велоперегонів на шосе (офіційна назва — англ. UCI Road World Championships) — щорічний чемпіонат світу з  шосейних дисциплін велоспорту, проводиться під егідою  Міжнародного союзу велосипедистів (UCI). У рамках чемпіонату світу проводяться шосейні групові гонки і індивідуальні гонки на час з роздільного старту серед чоловічої еліти, жіночої еліти і чоловіків у віці до 23 років. Чемпіонат проводиться в кінці сезону, зазвичай після  Вуельти Іспанії.
Чемпіон світу в груповій гонці виступає в  райдужній майці у всіх шосейних групових перегонах протягом наступного після перемоги року. Чемпіон світу в індивідуальній гонці на час виступає в  райдужній майці лише на етапах з роздільним стартом, що проводяться на багатоденних гонках сезону.
Спортсмени, що виступають на чемпіонаті світу, становлять національні збірні своїх країн.

## Історія
Перший чемпіонат світу з велоперегонів на шосе був проведений в 1927 році на Нюрбургринзі в  Німеччині. Першим чемпіоном світу серед професіоналів став  італійський велогонщик Альфредо Бінда.
До 1995 року в рамках чемпіонатів світу проводилися окремі гонки для любителів та професіоналів.
Чемпіонати світу проводяться як на відносно рівних трасах, в цьому випадку зазвичай перемагають спринтери, так і по горбистій місцевості, де зазвичай перемагають гірські фахівці або універсали.

## Чемпіонати світу
| Рік                                                                | Країна     | Місто       |
| ------------------------------------------------------------------ | ---------- | ----------- |
| 1927                                                               | Німеччина  | Нюрбургрінг |
| 1928                                                               | Угорщина   | Будапешт    |
| 1929                                                               | Швейцарія  | Цюрих       |
| 1930                                                               | Бельгія    | Льєж        |
| 1931                                                               | Данія      | Копенгаген  |
| 1932                                                               | Італія     | Рим         |
| 1933                                                               | Франція    | Montlhéry   |
| 1934                                                               | Німеччина  | Лейпциг     |
| 1935                                                               | Бельгія    | Floreffe    |
| 1936                                                               | Швейцарія  | Берн        |
| 1937                                                               | Данія      | Копенгаген  |
| 1938                                                               | Нідерланди | Валькенбург |
| p 1939 по 1945 чемпіонати не проводилися через Другу світову війну |            |             |
| 1946                                                               | Швейцарія  | Цюрих       |
| 1947                                                               | Франція    | Реймс       |
| 1948                                                               | Нідерланди | Валькенбург |
| 1949                                                               | Данія      | Копенгаген  |
| 1950                                                               | Бельгія    | Моорслед    |
| 1951                                                               | Італія     | Варезе      |
| 1952                                                               | Люксембург | Люксембург  |
| 1953                                                               | Швейцарія  | Лугано      |
| 1954                                                               | ФРН        | Золінген    |
| 1955                                                               | Італія     | Frascati    |
| 1956                                                               | Данія      | Копенгаген  |
| 1957                                                               | Бельгія    | Варегем     |
| 1958                                                               | Франція    | Реймс       |
| 1959                                                               | Нідерланди | Zandvoort   |

| Рік  | Країна          | Місто                |
| ---- | --------------- | -------------------- |
| 1960 | НДР             | Карл-Маркс-Штадт     |
| 1961 | Швейцарія       | Берн                 |
| 1962 | Італія          | Сало                 |
| 1963 | Бельгія         | Ronse                |
| 1964 | Франція         | Sallanches           |
| 1965 | Іспанія         | Сан-Себастьян        |
| 1966 | ФРН             | Нюрбургрінг          |
| 1967 | Нідерланди      | Херлен               |
| 1968 | Італія          | Імола                |
| 1969 | Бельгія         | Зольдер              |
| 1970 | Велика Британія | Лестер               |
| 1971 | Швейцарія       | Мендрісіо            |
| 1972 | Франція         | Гап                  |
| 1973 | Іспанія         | Барселона            |
| 1974 | Канада          | Монреаль             |
| 1975 | Бельгія         | Yvoir                |
| 1976 | Італія          | Остуні               |
| 1977 | Венесуела       | Сан-Кристобаль       |
| 1978 | ФРН             | Нюрбургрінг          |
| 1979 | Нідерланди      | Валькенбург          |
| 1980 | Франція         | Sallanches           |
| 1981 | Чехословаччина  | Прага                |
| 1982 | Велика Британія | Goodwood             |
| 1983 | Швейцарія       | Алтенрхайн           |
| 1984 | Іспанія         | Барселона            |
| 1985 | Італія          | Giavera del Montello |
| 1986 | США             | Колорадо-Спрінгс     |

| Рік  | Країна     | Місто             |
| ---- | ---------- | ----------------- |
| 1987 | Австрія    | Філлах            |
| 1988 | Бельгія    | Ronse             |
| 1989 | Франція    | Шамбері           |
| 1990 | Японія     | Utsunomiya        |
| 1991 | Німеччина  | Штутгарт          |
| 1992 | Іспанія    | Бенідорм          |
| 1993 | Норвегія   | Осло              |
| 1994 | Італія     | Агрідженто        |
| 1995 | Колумбія   | Дуітама           |
| 1996 | Швейцарія  | Лугано            |
| 1997 | Іспанія    | Сан-Себастьян     |
| 1998 | Нідерланди | Валькенбург       |
| 1999 | Італія     | Верона            |
| 2000 | Франція    | Плуе              |
| 2001 | Португалія | Лісабон           |
| 2002 | Бельгія    | Зольдер і Хасселт |
| 2003 | Канада     | Гамільтон         |
| 2004 | Італія     | Верона            |
| 2005 | Іспанія    | Мадрид            |
| 2006 | Австрія    | Зальцбург         |
| 2007 | Німеччина  | Штутгарт          |
| 2008 | Італія     | Варезе            |
| 2009 | Швейцарія  | Мендрізіо         |
| 2010 | Австралія  | Мельбурн і Гілонг |
| 2011 | Данія      | Копенгаген        |
| 2012 | Нідерланди | Лімбург           |
| 2013 | Італія     | Флоренція         |